# Topsport Vlaanderen-Baloise/Saison 2016
Diese Liste beschreibt die Mannschaft und die Erfolge des Radsportteams Topsport Vlaanderen-Baloise in der Saison 2016.

## Erfolge in der UCI Europe Tour
| Datum      | Rennen                               | Kat. | Fahrer               |
| ---------- | ------------------------------------ | ---- | -------------------- |
| 6. März    | Grand Prix de la Ville de Lillers    | 1.2  | Stijn Steels         |
| 27. August | Omloop Mandel-Leie-Schelde Meulebeke | 1.2  | Pieter Vanspeybrouck |

## Zugänge – Abgänge
| Zugänge          | Team 2015 | Abgänge              | Team 2016                               |
| ---------------- | --------- | -------------------- | --------------------------------------- |
| Ruben Pols       | Neoprofi  | Arthur Vanoverberghe | Laufbahn beendet                        |
| Maxime Farazijn  | Neoprofi  | Edward Theuns        | Trek-Segafredo                          |
| Kenneth Van Rooy | Neoprofi  | Jelle Wallays        | Lotto Soudal                            |
| Aime De Gendt    | Neoprofi  | Pieter Jacobs        | Crelan-Vastgoedservice Continental Team |
| Dries Van Gestel | Neoprofi  | Oliver Naesen        | IAM Cycling                             |
|                  |           | Victor Campenaerts   | Team Lotto NL-Jumbo                     |

## Mannschaft
| Teamkader 2016                                             | Teamkader 2016     | Teamkader 2016 | Teamkader 2016                                |
| Name                                                       | Geburtsdatum       | Land           | Vorheriges Team                               |
| ---------------------------------------------------------- | ------------------ | -------------- | --------------------------------------------- |
| Amaury Capiot                                              | 25. Juni 1993      | Belgien        | Lotto-Belisol U23 (2014)                      |
| Aimé De Gendt                                              | 17. Juni 1994      | Belgien        | EFC-Etixx (2015)                              |
| Kenny De Ketele                                            | 5. Juni 1985       | Belgien        | Davitamon-Win For Life-Jong Vlaanderen (2007) |
| Moreno De Pauw                                             | 12. August 1991    | Belgien        | Rock Werchter (2013)                          |
| Floris De Tier                                             | 20. Januar 1992    | Belgien        | EFC-Omega Pharma-Quick Step (2014)            |
| Tim Declercq                                               | 21. März 1989      | Belgien        | Soenens-Construkt Glas (2011)                 |
| Maxime Farazijn                                            | 2. Juni 1994       | Belgien        | EFC-Etixx (2015)                              |
| Sander Helven                                              | 30. Mai 1990       | Belgien        | Ovyta-Eijssen-Acrog (2012)                    |
| Eliot Lietaer                                              | 15. August 1990    | Belgien        | EFC-Quick Step (2011)                         |
| Ruben Pols                                                 | 3. November 1994   | Belgien        | Lotto-Soudal U23 (2015)                       |
| Jonas Rickaert                                             | 7. Februar 1994    | Belgien        | Ovyta-Eijssen-Acrog (2013)                    |
| Jarl Salomein                                              | 27. Januar 1989    | Belgien        | Beveren 2000 (2010)                           |
| Thomas Sprengers                                           | 5. Februar 1990    | Belgien        | Lotto-Belisol U23 (2012)                      |
| Stijn Steels                                               | 21. August 1989    | Belgien        | Crelan-Euphony (2013)                         |
| Dries Van Gestel                                           | 30. September 1994 | Belgien        | Lotto-Soudal U23 (2015)                       |
| Preben Van Hecke                                           | 9. Juli 1982       | Belgien        | Predictor-Lotto (2007)                        |
| Gijs Van Hoecke                                            | 12. November 1991  | Belgien        | Omega Pharma-Lotto Davo (2011)                |
| Bert Van Lerberghe                                         | 29. September 1992 | Belgien        | EFC-Omega Pharma-Quick Step (2014)            |
| Jef Van Meirhaeghe                                         | 21. Januar 1992    | Belgien        | Lotto-Belisol U23 (2014)                      |
| Kenneth Van Rooy                                           | 8. Oktober 1993    | Belgien        | Lotto-Soudal U23 (2015)                       |
| Pieter Vanspeybrouck                                       | 10. Februar 1987   | Belgien        | Quick Step-Beveren 2000 (2007)                |
| Otto Vergaerde                                             | 15. Juli 1994      | Belgien        | Ovyta-Eijssen-Acrog (2013)                    |
| Jens Wallays                                               | 15. September 1992 | Belgien        | EFC-Omega Pharma-Quick Step (2014)            |
|                                                            |                    |                |                                               |
| Quellen: ProCyclingStats Cycling Quotient Cycling Archives |                    |                |                                               |